# カンムリツクシガモ
カンムリツクシガモ（冠筑紫鴨、Tadorna cristata）は、鳥綱カモ目カモ科ツクシガモ属に属する鳥類。

## 分布
中華人民共和国北東部？。記録がある地域は朝鮮半島、日本、ロシア（ウスリー）。
模式標本の産地（基準産地・タイプ産地・模式産地）は釜山周辺（大韓民国）。

## 形態
全長60センチメートル。翼長オス32センチメートル、メス31センチメートル。後頭の羽毛が伸長（冠羽）する。頭頂から後頭にかけての羽衣は暗緑色。雨覆は白い。
嘴や後肢は橙色。
オスは頬から頸部・背・下面が灰色、下頸から胸部が暗緑色。メスは額や頬・頸部が白く、眼の周囲に白い斑紋が入る。胴体は灰褐色。

## 分類
1877年に本種のメスの標本が採集されているが、アカツクシガモとヨシガモの種間雑種と考えられていた。日本国内にて後述する本種と思われる写生画が複数発見されたこと・オスの標本が採集されたことから新種として記載された。

## 人間との関係
模式標本、1877年のウラジオストック産のメス（コペンハーゲン博物館所蔵）、1913 - 1914年の群山周辺産のオス（模式標本も含めて山階鳥類研究所所蔵）の3標本しかない。日本では1822年に北海道の函館周辺で捕獲された雌雄の写生図があるほか、観文禽譜の記述から享保時代以後に朝鮮半島から飼鳥として持ち込まれていたと考えられている。写生画の例として「観文禽譜」、松平頼孝家所蔵「鳥づくし」、黒田長礼家および松平直亮家所蔵の島津重豪による鳥類写生図など、1989年現在は計20点が発表されている。
1964年にウラジオストック周辺で3羽の報告例がある。1971年に朝鮮半島で報告例がある。1976 - 1988年に中華人民共和国で不確実な発見例がある。
絶滅（環境省レッドリスト）